# Espectroscopia de plasma inducido por láser

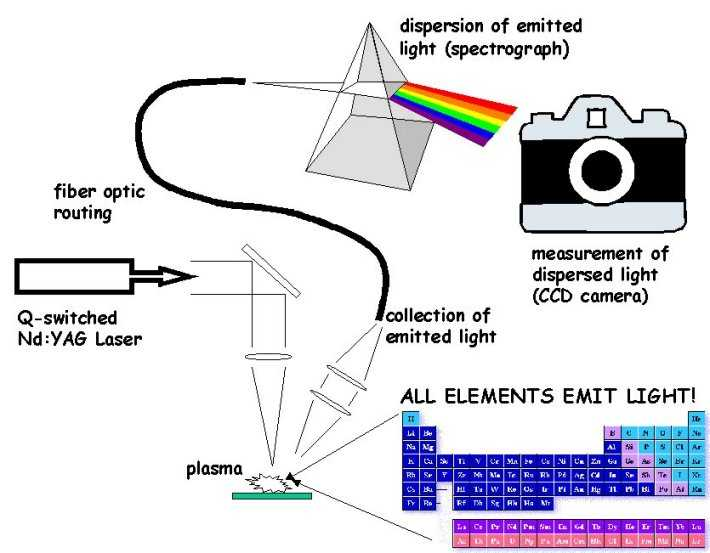
Esquema de funcionamiento de la técnica LIBS

La espectroscopia de plasma inducido por láser, conocida como LIBS, es un tipo de espectroscopia de emisión atómica que emplea como fuente de excitación láseres de alta energía. Una de las grandes ventajas de la técnica LIBS es la posibilidad de analizar cualquier sustancia independientemente del estado de agregación, ya sean sólidos, líquidos o gases, incluso en coloides como aerosoles, geles y otros. Debido a que todos los elementos de la tabla periódica emiten luz cuando son excitados convenientemente, la técnica LIBS puede potencialmente resolver la composición elemental de cualquier muestra, estando limitada dicha detección a la potencia disponible de los láseres y a la sensibilidad y resolución espectral de los espectrómetros y detectores, principalmente.
La técnica LIBS comienza con el enfoque del láser en una pequeña área de la muestra (nótese que no es precisa la preparación de la muestra como en la mayoría de las técnicas analíticas); cuando el láser impacta en el objetivo, ablaciona una cantidad minúscula del material, del orden de nanogramos a picogramos, generando instantáneamente una pluma de plasma que alcanza temperaturas en torno a los 10.000 K - 20.000 K. A estas temperaturas, el material ablacionado se disocia (breaks down) en iones y átomos excitados. En una primera fase, el plasma emite una radiación electromagnética continua, requiriendo de un breve lapso de tiempo, del orden de 10 µs, para enfriarse lo suficiente como para que en la radiación emitida se reduzca el ruido luminoso de fondo y pueda apreciarse la señal característica formada por las líneas de emisión atómica correspondientes a los elementos presentes. Este retardo entre la producción del plasma y la percepción de las líneas de emisión atómica hacen imprescindible el uso de generadores de retardo para la captación de la señal LIBS.
Esta técnica es conocida por varios nombres (aunque la más extendida sea la primera):
- LIBS (Laser-induced breakdown spectroscopy): Espectroscopia de disociación inducida por láser.
- LIPS (Laser-induced plasma spectroscopy): Espectroscopia de plasma inducido por láser.
- LSS (Laser spark spectroscopy): Espectroscopia de chispa inducida por láser.

La técnica LIBS tiene muchos puntos en común con otras técnicas analíticas basadas en el láser (como Raman o fluorescencia), siendo la mayor parte del instrumental idéntico. De hecho, están disponibles en el mercado equipos que permiten operar con cualquiera de estas técnicas, ofreciendo la oportunidad de realizar análisis atómico, molecular y estructural con un único equipo.